# Rio Paracaí
Rio Paracaí är ett vattendrag i Brasilien.   Det ligger i delstaten Paraná, i den södra delen av landet, 1 100 km sydväst om huvudstaden Brasília.
Trakten runt Rio Paracaí består huvudsakligen av våtmarker. Runt Rio Paracaí är det glesbefolkat, med 14 invånare per kvadratkilometer.